# تن‌به‌تن هوایی (فیلم)
«تن‌به‌تن هوایی» (انگلیسی: Dogfight) یک فیلم است که در سال ۱۹۹۱ منتشر شد. از بازیگران آن می‌توان به ریور فینیکس، لیلی تیلور، و الیزابت دیلی اشاره کرد.